# Umschlagplatz

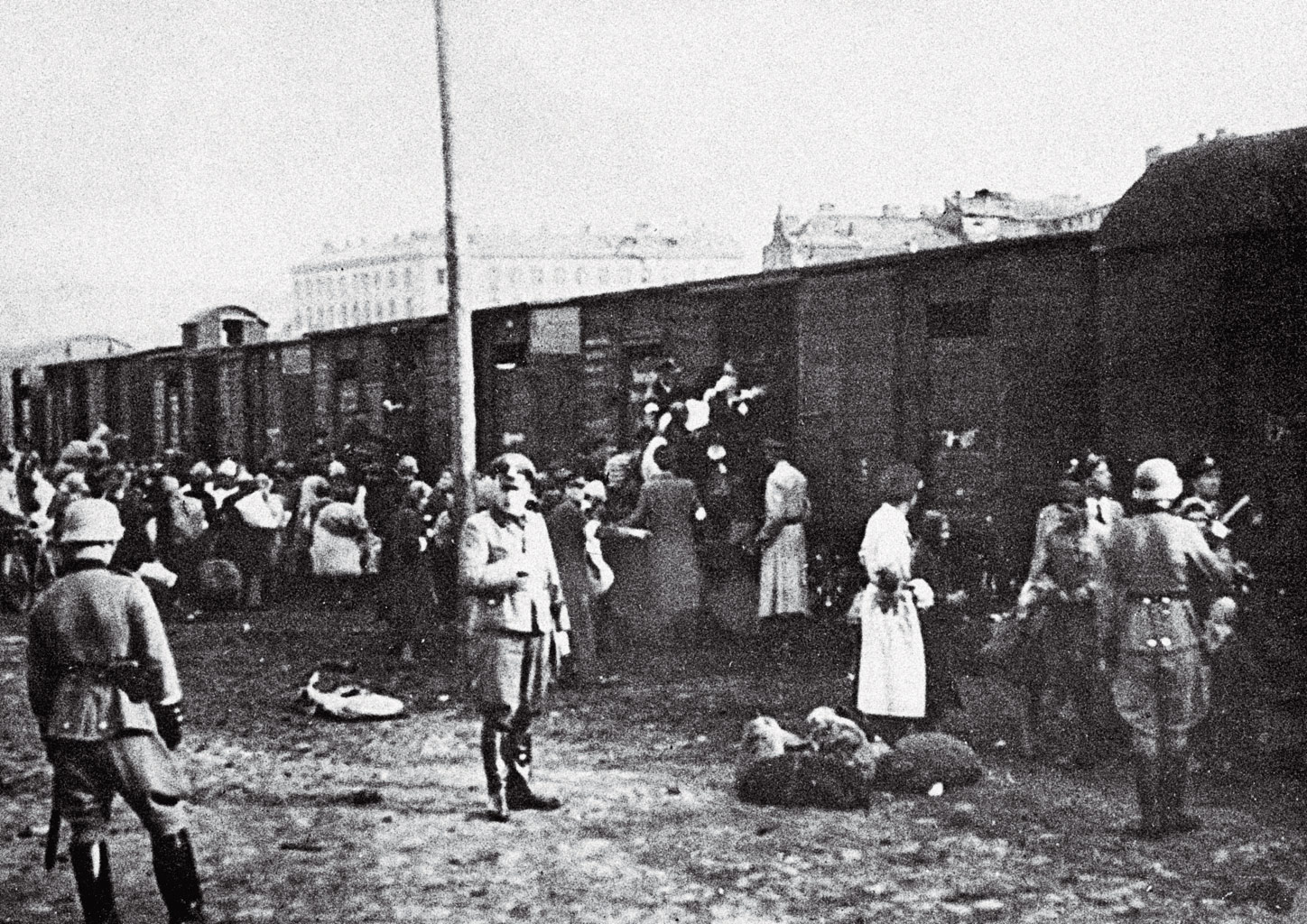
Umschlagplatz

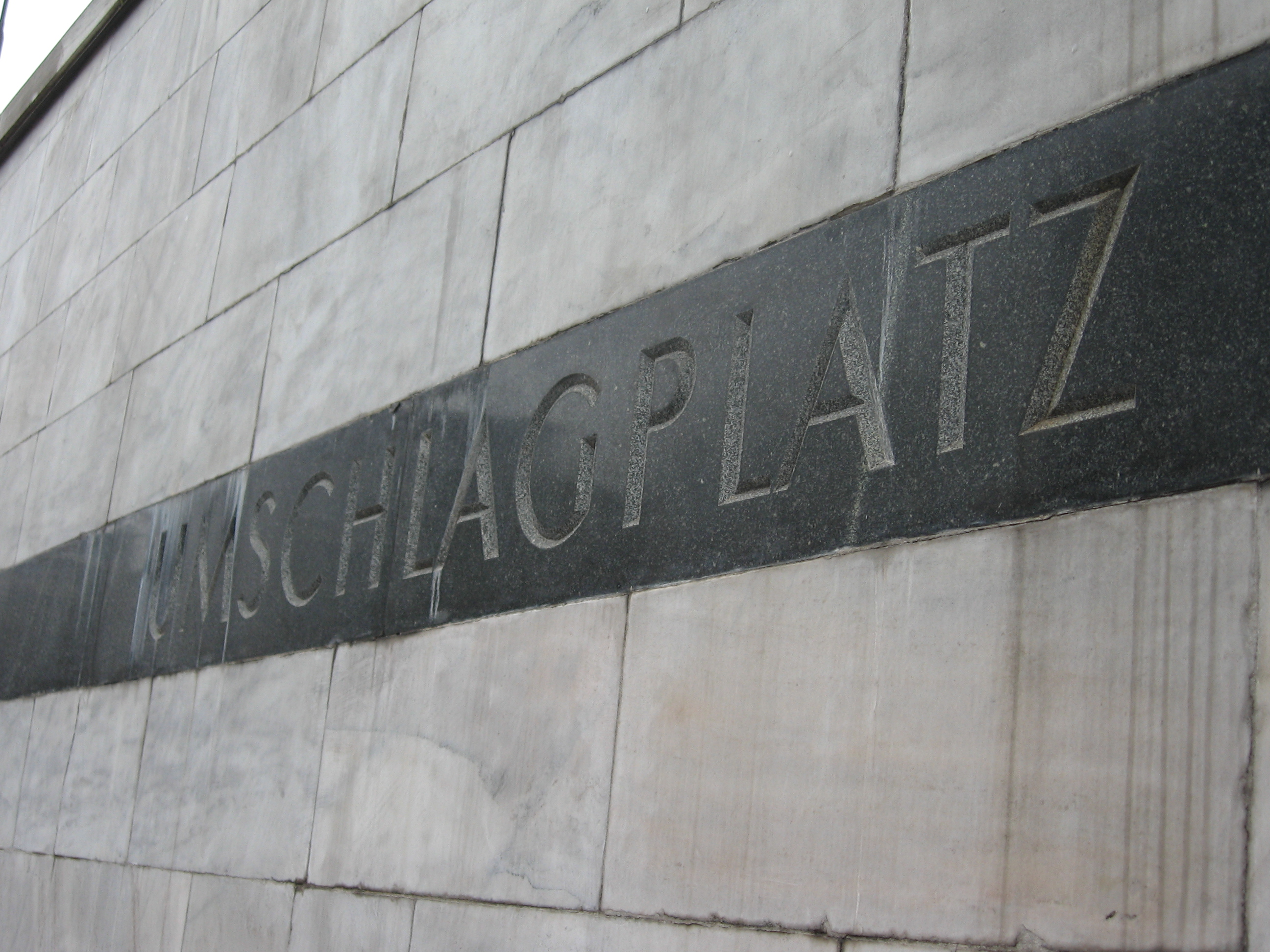
Det nuvarande minnesmärket vid platsen

Umschlagplatz ([uʼmʃlaːkplats], tyska uppsamlingsplats, omlastningsplats) var den muromgärdade plats i Warszawas getto där den judiska befolkningen lastades ombord på järnvägsvagnar för transport till förintelselägret Treblinka.
Under Großaktion Warschau, som inleddes den 22 juli 1942, deporterades judar med godsvagnar till Treblinka. Vissa dagar deporterades upp till 7 000 människor. Det uppskattas att 265 000 Warszawajudar togs till gaskamrarna i Treblinka, och källor beskriver det även som den största utrotningen av ett enskilt samhälle under andra världskriget. Deporteringarna upphörde den 12 september 1942. 
Umschlagplatz skapades genom att man inhägnade den västra delen av järnvägsstationen Warszawa Gdańska, vilken låg intill gettot. Inhägnaden bestod först av ett trästaket, som senare ersattes av en mur. Stationsbyggnader samt ett gammalt härbärge, och ett sjukhus byggdes om till fångsepareringsanläggning. Resten av järnvägsstationen fortsatte vara öppen som vanligt för resten av staden under deporteringarna.
1988 byggdes ett stenmonument, liknande en öppen godsvagn, för att markera platsen för Umschlagplatz. Monumentet skapades av arkitekten Hanna Szmalenberg och skulptören Władysław Klamerus.

## Översättning
Den här artikeln är helt eller delvis baserad på material från engelskspråkiga Wikipedia.